# Katops
Katops (Catopsis Griseb.) – rodzaj roślin z rodziny bromeliowatych, obejmujący około 21 gatunków występujących w strefie międzyzwrotnikowej Ameryki Południowej i Środkowej. Catopsis berteroniana określana jest mianem rośliny mięsożernej – wchłania związki organiczne ze zbiorników tworzonych przez liście. Rośliny z tego rodzaju uprawiane są jako ozdobne.

## Systematyka
Rodzaj reprezentuje podrodzinę Tillandsioideae w obrębie rodziny bromeliowatych.
Wykaz gatunków
- Catopsis berteroniana (Schult. & Schult.f.) Mez
- Catopsis compacta Mez
- Catopsis delicatula L.B.Sm.
- Catopsis floribunda L.B.Sm.
- Catopsis juncifolia Mez & Wercklé
- Catopsis micrantha L.B.Sm.
- Catopsis minimiflora Matuda
- Catopsis montana L.B.Sm.
- Catopsis morreniana Mez
- Catopsis nitida (Hook.) Griseb.
- Catopsis nutans (Sw.) Griseb.
- Catopsis occulta Mart.-Correa, Espejo & López-Ferr.
- Catopsis oerstediana Mez
- Catopsis paniculata É.Morren
- Catopsis pedicellata L.B.Sm.
- Catopsis pisiformis Rauh
- Catopsis sessiliflora (Ruiz & Pav.) Mez
- Catopsis subulata L.B.Sm.
- Catopsis wangerinii Mez & Wercklé
- Catopsis wawreana Mez
- Catopsis werckleana Mez